# La scoperta (film 2017)
La scoperta (The Discovery) è un film del 2017 diretto da Charlie McDowell, con protagonisti Robert Redford e Rooney Mara.

## Trama
Il fisico Thomas Harbor, vedovo da anni, crede di aver dimostrato che c'è un secondo livello di esistenza dopo al morte, l'aldilà, e divulga la scoperta alla popolazione causando però un'ondata impressionante di suicidi così l'uomo si rifugia a vivere in un luogo isolato, dove continua i propri esperimenti attorniato dai suoi seguaci - persone che hanno tentato invano di suicidarsi - e dal figlio minore, Toby. Un giorno, Will, figlio maggiore di Thomas, va a trovarlo in cerca di risposte in particolare sulla morte della madre e, mentre è in viaggio sul traghetto, incontra Isla, una donna tormentata, pericolosamente attratta dall'aldilà.

## Produzione
La pellicola è stata girata a Newport, nel Rhode Island, tra il 28 marzo e il 1º maggio del 2016.

## Distribuzione
La pellicola è stata presentata in anteprima mondiale al Sundance Film Festival il 20 gennaio 2017. I diritti di distribuzione sono stati acquistati dalla piattaforma Netflix nel giugno 2016 ed è stato distribuito a partire dal 31 marzo 2017.

## Accoglienza
Sul sito Rotten Tomatoes ha ottenuto il 47% delle recensioni professionali positive con un voto medio di 5,6 su 10, basato su 53 critiche.